# (4819) Gifford
(4819) Gifford es un asteroide perteneciente al cinturón de asteroides, descubierto el 24 de mayo de 1985 por Alan C. Gilmore y la también astrónoma Pamela M. Kilmartin desde el Observatorio Universitario del Monte John, Isla Sur, Nueva Zelanda.

## Designación y nombre
Designado provisionalmente como 1985 KC. Fue nombrado Gifford en honor a 
Algernon Charles Gifford que publicó importantes artículos sobre el origen del impacto de los cráteres lunares. Por intermediación suya se construyó el Observatorio en el Wellington College, que ahora se conoce como Observatorio Gifford.

## Características orbitales
Gifford está situado a una distancia media del Sol de 2,202 ua, pudiendo alejarse hasta 2,271 ua y acercarse hasta 2,134 ua. Su excentricidad es 0,030 y la inclinación orbital 5,804 grados. Emplea 1194 días en completar una órbita alrededor del Sol.

## Características físicas
La magnitud absoluta de Gifford es 14,1. Tiene 3,836 km de diámetro y su albedo se estima en 0,33.